# ملانی آوانسیان
ملانی آوانسیان (به ارمنی: Մելանի Ավանեսյան) (زاده ۲۷ خرداد ۱۳۶۴ در تهران)، خواننده و نوازندۀ ایرانی ارمنی‌تبار است.

## زندگی
او در خانوادۀ‌ای موسیقی‌دان به دنیا آمد. یک برادر به نام استیو و یک خواهر به نام رایسا دارد که هر دو در حرفۀ موسیقی فعالیت می‌کنند. الگوی موسیقی او پدرش بود. ملانی با تشویق پدر و مادرش در سال ۱۳۷۵ تحصیل موسیقی را در «هنرستان موسیقی تهران» شروع کرد و ساز (ویلنسل) را به عنوان ساز تخصصی خود انتخاب و در سال ۱۳۸۱ فارغ‌التحصیل شد و مدرک دیپلم خود را دریافت کرد. برای ادامۀ تحصیل به کشور ارمنستان رفت و در «کنسرواتوار کومیتاس ایروان» مشغول به تحصیل شد و مهارت خود را در نوازندگی ساز ویلنسل قوی تر و در سال ۲۰۰۷ میلادی کارشناسی ارشد خود در رشته نوازندگی و معلمی ساز ویلنسل دریافت کرد. به ایران برگشت و تقریباً به مدت ۲ سال در «ارکستر سمفونیک تهران» نوازندگی ویلنسل مشغول شد.

## فعالیت
در سال ۲۰۰۹ میلادی از ملانی اولین ترانه به زبان فارسی به نام «عاشق چشماتم» پخش شد. از بین ترانه‌های زیادی با صدای ملانی به باز موسیقی رسیده، معروف‌ترین آنها ترانه‌های «بارون بارید» و «چرا من» هستند.
ملانی با گروه‌های فراوانی به عنوان نوازنده هم‌کاری نموده که به گروه «کارمندان» می‌توان اشاره کرد. در فستیوال‌های زیادی در کشورهای مختلف شرکت داشته و با نوازندگان بسیاری هم‌نوازی کرده‌است. ملانی همچنین با حمید صفت، خوانندۀ رپ فارسی سابقه هم‌کاری دارد و در موزیک ویدئوی هیهات حضور داشته‌است.

## دوبلاژ
ملانی سابقۀ کار دوبله نیز دارد و در دوبله پویانمایی زوتوپیا اجرای چند ترانه را برعهده داشته‌است.

## تک‌آهنگ‌ها
- بگو بیاد Begoo Biyad
- آسمونی Asemooni
- بارون Baroon
- چرا من!؟ Chera Man
- عاشق‌تر میشم Asheghtar Misham
- هیپنوتیزم Hypnotism
- من نمیبخشمت Man Nemibakhshamet
- برقصیم Beraghsim
- مگه نمی‌گفتی!؟ Mage Nemigofti
- حال من خوبه Hale Man Khube
- زوتوپیا Zootopia
- تو همونی To Hamuni
- تا دنیا دنیاست Ta Donya Donyast
- برگرد (با همراهی رایسا) Bargard
- دروغه Dorughe
- عاشق چشماتم (به همراه مسعود صادقلو) Asheghe Cheshmatam
- بارون بارید Baroon Barid
- آسمون آفتابیه (همراه با علیشمس)
- روانی (همراه با مجید ادیب)
- دیوونه (همراه با آرمین زارعی)
- چقد خوبه (همراه با آرمین زارعی)
- آره همین جور (همراه با ساسی)
- خوشحالم (همراه با کامیار)
- خیالاتی (همراه با ساسی)
- فازت چیه (همراه با علیشمس)
- منو ندید (همراه با ساسی)
- برگرد (همراه با رایسا)
- من نمیبخشمت
- خسارت
- خوشحالم (همراه با کامیار)
- بیمار زمینی (همراه با ساسی)
- من هنوزم مثل قبلم
- بگو (همراه با علی پیشتاز و سمیر)
- محاله دیگه برگردم
- آرامبخش[۲]
- https://instagram.com/melanie.avanessian

== پانویس
1. ↑  کافی نت
2. ↑  موزیک، نیکان (۲۰۱۹-۰۴-۲۹). «دانلود آهنگ ملانی آرامبخش | نیکان موزیک». https://nikanmusic.ir/. دریافت‌شده در ۲۰۱۹-۰۴-۳۰. پیوند خارجی در |وبگاه= وجود دارد (کمک)[پیوند مرده]